# لیپندورف
لیپندورف (به آلمانی: Lippendorf) یک منطقهٔ مسکونی در آلمان است که در نویکیریتسش واقع شده‌است. لیپندورف ۱۴۲ متر بالاتر از سطح دریا واقع شده‌است.